# Ernst Jandl
Ernst Jandl (Viena, 1 de agosto de 1925 – Viena, 9 de junho de 2000) foi um poeta, escritor e tradutor austríaco.

## Notícia biográfica
Filho de família católica, Ernst Jandl começou a escrever nos anos 1940, a fim de reconciliar-se com sua herança cultural, que também incluía o Nazismo. 
Em agosto de 1943 ele foi convocado pelo exército alemão e rendeu-se aos norte-americanos no Front Ocidental em 1945. No seu regresso à Viena, ele estudou alemão e inglês, trabalhando a partir daí como professor de gramática na capital austríaca, com algumas interrupções até 1979. Ao mesmo tempo ele foi um membro fundador e secretário-geral de longo prazo da Convenção de Autores de Graz (Grazer Autorenversammlung).
Não sendo jamais um artista de hábitos boêmios, conhece em 1954 a poeta Friederike Mayröcker, uma das mais respeitadas da língua alemã, com quem viveria até a sua morte no ano 2000. Juntos, fizeram parte do grupo de autores experimentais Wiener Gruppe (Grupo de Viena), fundado em 1946.

O Wiener Gruppe marcou a história literária desse país, "contudo, os textos originários dessa escola, reforçando dialética e aspectos provocativos, grotescos e macabros, despertaram o ódio dos leitores e, consequentemente, levaram seus autores ao isolamento". Posteriormente, seriam criados o espaço e as condições adequadas para o surgimento da poesia concreta na língua alemã, inspirada no Grupo de Viena. 

## Poética
Ernst jandl é um dos poetas que retomaram a pesquisa experimental das principais vanguardas germânicas (como o dadaísmo e o expressionismo) após a II Guerra Mundial.
Seus processos de significação estão marcados por um lirismo discreto, pelo humor e pelo prazer lúdico dos jogos de linguagem.
Nos países de língua alemã, o concretismo está associado aos nomes de Ernst Jandl, bem como de Heinz Gappmayr, Gerhard Rühm, ao grupo de Stuttgart em torno de Max Bense, Helmut Heißenbüttel e Reinhard Döhl.
Renovador da linguagem poética alemã, utilizou em seus poemas irônicos, recursos visuais e sonoros. Conforme  a tradutora brasileira de seus poemas, Fabiana Macchi "Seus temas são a vida, a morte, a solidão, as convenções sociais. Jandl era um crítico veemente dos valores burgueses. Paradoxalmente, ele se tornou muito popular, pois seus poemas também são muito jocosos. Ele fazia leituras acompanhado de músicos de jazz - os ingressos se esgotavam num instante - e atualmente há vários poemas seus em livros didáticos".

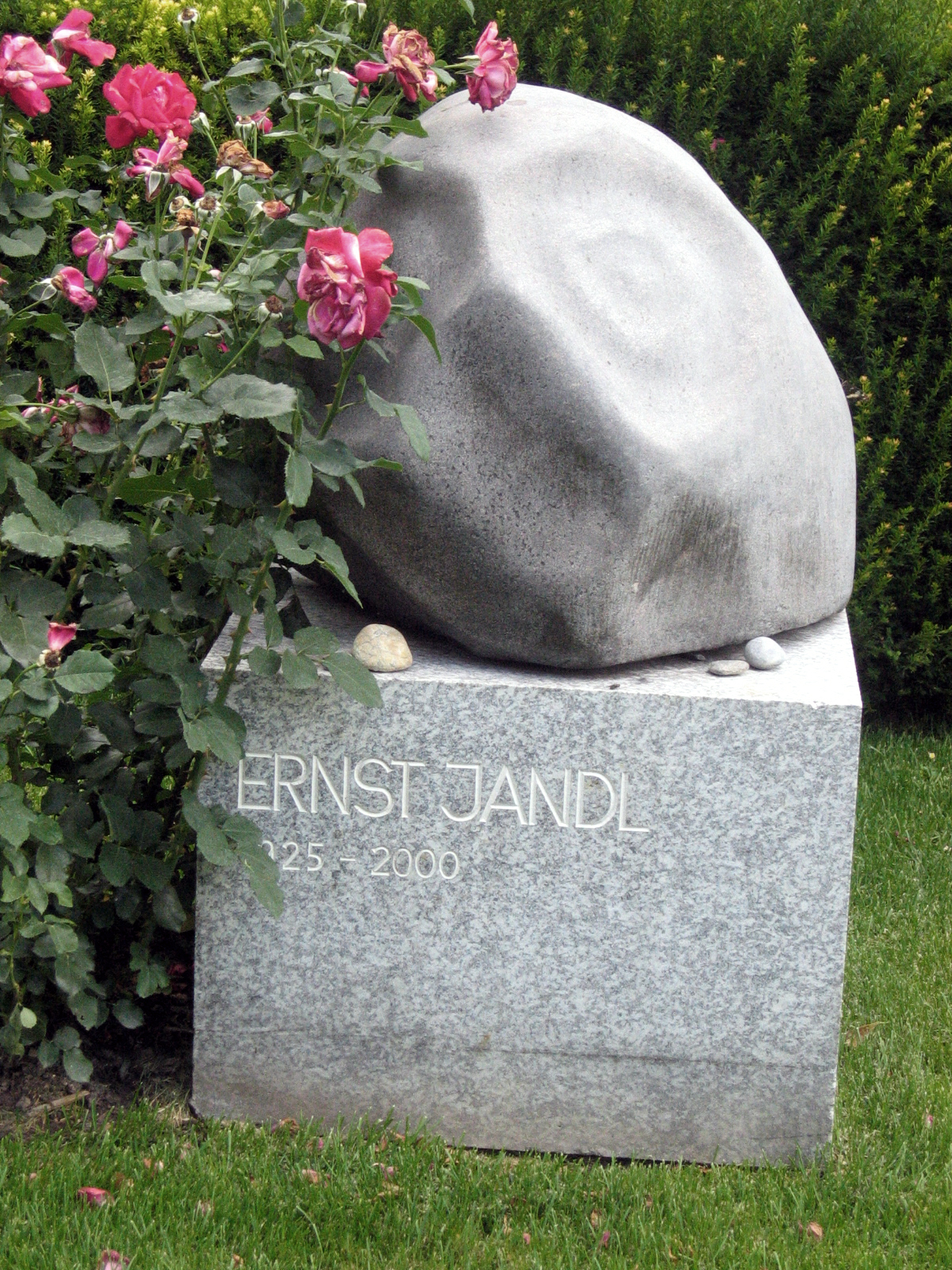
Sepultura no Cemitério Central de Viena

## Traduções
Traduziu autores de língua inglesa como John Cage e W. H. Auden.

## Obras
- Andere Augen (poesia, 1956)
- Laut und Luise (poesia, 1966)
- sprechblasen (poesia, 1968)
- Fünf Mann Menschen (rádio-drama, 1968 – com F. Mayröcker)
- Der Gigant (rádio-drama, 1970 – com F. Mayröcker)
- dingfest (poesia, 1973)
- die schöne kunst des schreibens (1976)
- der gelbe hund (poesia, 1980)
- Das Öffnen und Schließen des Mundes (ensaio, 1985)
- idyllen (poesia, 1989)

### Livros
- lechts und rinks. gedichte, statements, peppermints; Luchterhand, ISBN 3-630-62043-4, em uma tradução livro: "poemas leves e reft., declarações, hortelã-pimenta".
- laut und luise; Luchterhand, ISBN 3-630-62030-2
- Interpretationen, Gedichte von Ernst Jandl; Reclam, ISBN 3-15-017519-4
- ernst jandl, aus dem wirklichen Leben: gedichte und prosa, com 66 desenhos de Hans Ticha, Büchergilde Gutenberg 2000, ISBN 3-7632-4970-2